# Карімова Гульбіка Галіївна
Гульбіка Галіївна Карімова (тат. Гөлбикә Гали кызы Кәримова; нар. 1938) — радянська працівниця сільського господарства, доярка, Герой Соціалістичної Праці.

## Біографія

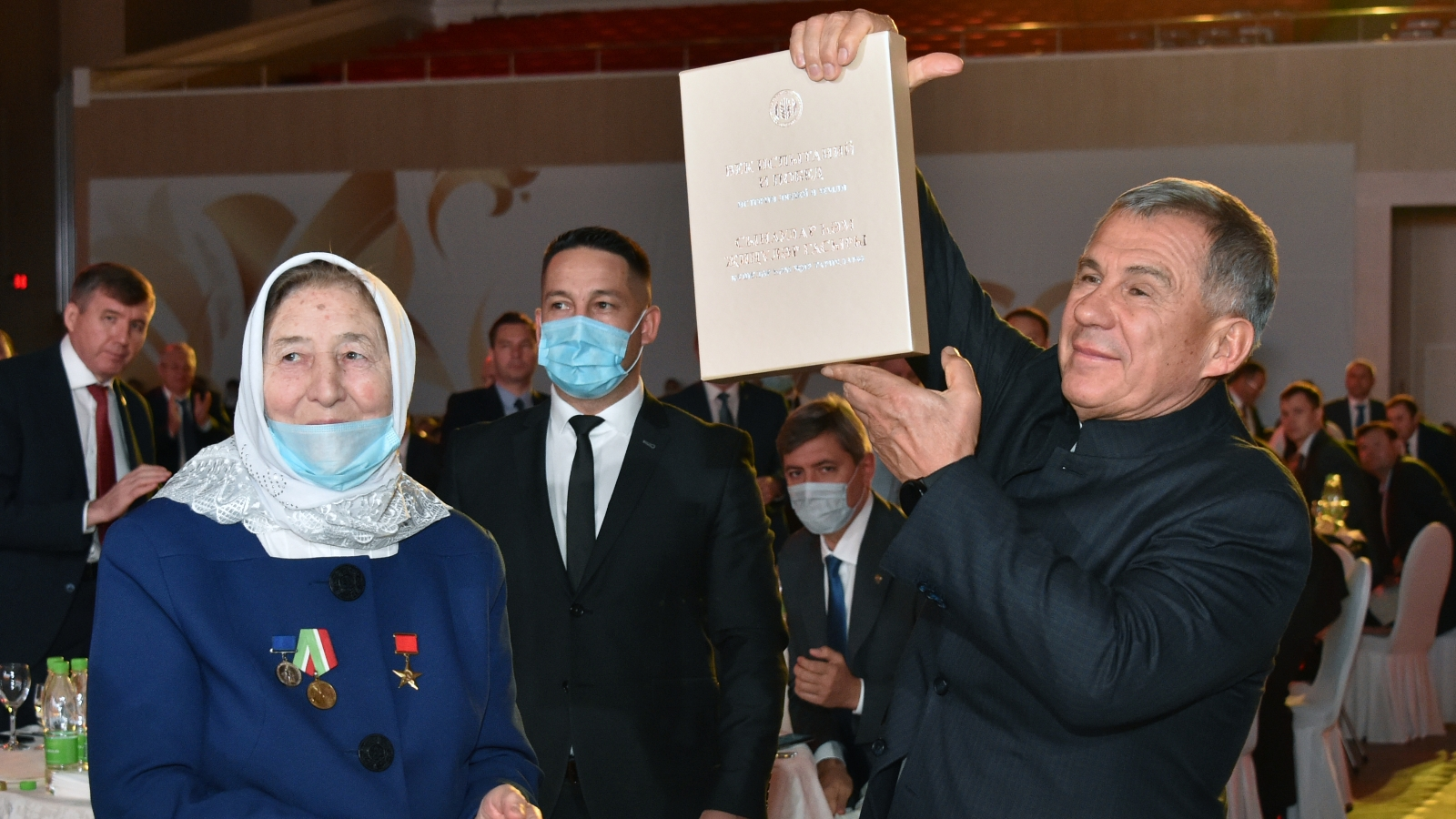
Гульбіка Карімова та Президент Татарстану Рустам Мінніханов, 2020 рік

Народилася 15 вересня 1938 року в селищі Узяк Тюлячинського району Татарської АРСР.
Після закінчення семи класів школи стала працювати на молочнотоварній фермі рідного господарства. В процесі роботи багато чого доводилося робити вручну. Але з початком 1960-х років на ферму прийшла механізація і автоматизація, відповідно, майже вдвічі збільшилася кількість корів у групі, що обслуговувалися Гульбікой Карімовою. Зростали надої в її стаді і в 1965 році за перевиконання соцзобов'язань їй вручено орден Леніна.
У 1968 році Карімова взяла зобов'язання одержати від кожної корови не менше 4500 кг молока і виконала його, завоювавши звання «Краща доярка району». У цьому ж році вона довела надої від кожної корови до 5549 кг, що було в два рази вище средньорайонного показника — тепер їй присвоїли звання «Краща доярка Татарської АРСР». За виконання планів VIII п'ятирічки Гульбіка Галіївна занесена в Республіканську книгу Пошани. Неодноразово Карімова була учасницею ВДНГ СРСР і нагороджувалася медалями.
Була членом КПРС, обиралася делегатом XXV з'їзду КПРС, займалася громадською діяльністю. До 1993 року працювала дояркою ОПГ імені В. І. Леніна Тюлячинського району, потім вийшла на пенсію. З днями народження її постійно вітає керівництво району.

## Нагороди
- 6 квітня 1971 Г. Г. Карімовій присвоєно звання Героя Соціалістичної Праці з врученням ордена Леніна.
- Також була нагороджена другим орденом Леніна[3] і медалями.
- Лауреат Державної премії СРСР (1982, за збільшення виробництва високоякісної продукції тваринництва, застосування прогресивних технологій і підвищення продуктивності праці).